# Championnats de Yougoslavie de cyclisme sur route
Les championnats de Yougoslavie de cyclisme sur route ont été organisés tous les ans jusqu'à la dissolution de la Yougoslavie. 
Pour les championnats de République fédérale de Yougoslavie, voir championnats de Serbie de cyclisme sur route.
Aujourd'hui, les coureurs de l'ex-Yougoslavie courent pour les championnats suivants :
- Championnats de Bosnie-Herzégovine de cyclisme sur route
- Championnats de Croatie de cyclisme sur route
- Championnats du Kosovo de cyclisme sur route
- Championnats de Macédoine de cyclisme sur route
- Championnats du Monténégro de cyclisme sur route
- Championnats de Serbie de cyclisme sur route (auparavant championnats de Serbie-et-Monténégro de cyclisme sur route)
- Championnats de Slovénie de cyclisme sur route

## Podiums de la course en ligne
| Année | Champion | 2e | 3e |
|       |          |    |    |

## Podiums du contre-la-montre
| Année | Champion | 2e | 3e |
|       |          |    |    |